# Orchesia macilenta
Orchesia macilenta là một loài bọ cánh cứng trong họ Melandryidae. Loài này được Lea miêu tả khoa học năm 1917.